# Ponciano Arriaga

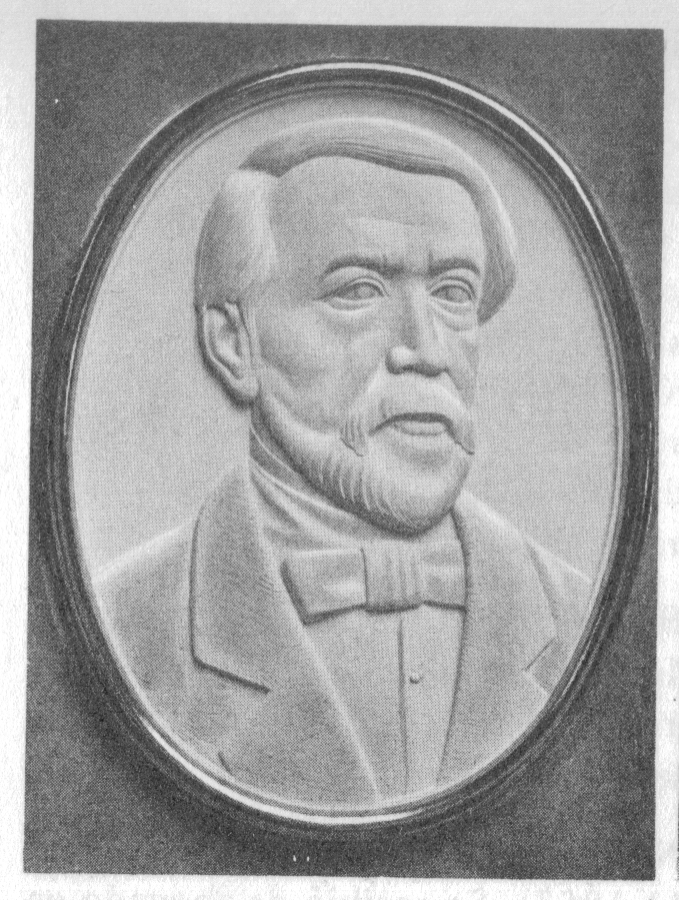
Ponciano Arriaga

Ponciano Arriaga Leija (ur. 1811, zm. 1865) – meksykański polityk i prawnik.
Był działaczem stronnictwa liberalnego. Po objęciu w 1853 władzy przez wspartego przez konserwatystów Santa Annę został wygnany z kraju i osiadł w Nowym Orleanie. Wraz z kolejnymi sukcesami rewolucji ayutlańskiej przeniósł się do Teksasu, skąd udzielał wsparcia insurgentom. Już po powrocie do Meksyku przewodniczył Kongresowi Konstytucyjnemu, który w lutym 1857 przyjął nową ustawę zasadniczą. Jako deputowany prezentował poglądy radykalne, domagał się między innymi rozparcelowania wszystkich majątków na niewielkie działki.